# قمح مكتنز
قمح مكتنز أو قمح هراوي (الاسم العلمي: Triticum compactum)، هو نوع من القمح يتكيف مع ظروف النمو منخفضة الرطوبة. القمح المكتنز يشبه القمح الشائع (T. aestivum) لدرجة أنه غالبًا ما يُعتبر نويعًا، T. aestivum Compactum. يمكن تمييزه عن طريق سنبلته الأكثر إحكاما بسبب وجود مقاطع قصيرة في محور النورة، مما يعطيه اسمه الشائع. في الولايات المتحدة الأمريكية، يُزرع القمح المكتنز تقريبًا في المناطق الجافة في شمال غرب المحيط الهادئ.
القمح المكتنز هو سداسي الصبغيات يحتوي على 21 كروموسومًا. مُرتبة بشكل انتقائي القمح المكتنز، مثل غيره من القُمُوح الهراوية، التي تحتوي على بروتين منخفض. نتيجة لعملية التكاثر الانتقائية، يحتوي القمح المكتنز على عدد أقل من جينات HMW-glutenin مقارنة بأنواع القمح الأخرى. وبالتالي فإن الدقيق المصنوع من القمح المكتنز هو الأنسب لإنتاج الكوكيز. القمح المكتنز مثله مثل القمح الطري لم يلاحظ أبدًا أنهُ ينمو في البرية.

## التاريخ

### الشرق الأوسط وأوروبا
يبدو أن أقدم الأشكال البدائية للقمح المكتنز ظهرت لأول مرة، جنبًا إلى جنب مع أنواع القمح المماثلة، في سوريا في العصر الحجري الحديث. انتشر القمح المكتنز من سوريا إلى أوروبا وكان يعتبر أقدم أنواع القمح المزروعة في أوروبا حتى أربعينيات القرن الماضي عندما تم التعرف على أنواع القمح رباعي الصبغية الأقدم. ظهر القمح المكتنز في أوروبا لأول مرة خلال العصر الحجري الحديث ووصل إلى إسبانيا بحلول 4600 قبل الميلاد. تُظهِر الأدلة على وجود القمح المكتنز في البرتغال وفرنسا ذلك لأن الرومان زرعوا القمح المكتنز في شبه الجزيرة الأيبيرية خلال القرنين الأول والثاني قبل الميلاد. تُظهر أدلة على وجود القمح المكتنز جنبًا إلى جنب مع الشعير في مستوطنة شرق فنلندا، أن القمح المكتنز كان يُزرع في فنلندا بدءًا من القرنين الخامس والسابع الميلاديين.